# ONCF
ONCF (del francés: Office National des Chemins de Fer; en árabe: المكتب الوطني للسكك الحديدية, romanizado: al-Maktab al-Waṭaniyy lis-Sikak al-Ḥadīdiyyah; literalmente: Oficina Nacional de Ferrocarriles de Marruecos) es el operador ferroviario nacional de Marruecos. Es una empresa estatal que está bajo el control del Ministerio de Equipamiento, Transporte y Logística y es responsable de todo el tráfico de pasajeros y mercancías en la red ferroviaria nacional. La empresa también es responsable de la construcción y el mantenimiento de la infraestructura ferroviaria.
ONCF emplea a unos 7845 trabajadores y tiene una red de 3600 kilómetros de vía, todas de ancho internacional (1435 mm (4' 81/2")), con 1300 de ellos electrificados.

## Red
Marruecos cuenta con una red ferroviaria en expansión, que conecta las principales ciudades del país. Su eje principal incluye dos líneas: una Norte-Sur que une Tánger con Marrakech, pasando por Rabat y Casablanca, y otra Este-Oeste que va de Uchda a Rabat vía Fez. Destaca la línea de alta velocidad Al-Boraq entre Tánger y Casablanca, con trenes que alcanzan hasta 320 km/h y reducen el tiempo de viaje a 1h 30 min. Existen también trenes de larga distancia, trenes nocturnos con compartimentos cama, servicios suburbanos como el Train Navette Rapide. Hay planes para extender la alta velocidad hasta Marrakech y Agadir, además de una conexión futura con España mediante un túnel bajo el Estrecho de Gibraltar.

## Estadísticas
| item                                                            | 2013   | 2012   | 2011   | 2010   | 2009   | 2008   | 2007   | 2006   | 2005   | 2004   | 2003   |
| --------------------------------------------------------------- | ------ | ------ | ------ | ------ | ------ | ------ | ------ | ------ | ------ | ------ | ------ |
| Kilómetros recorridos por pasajeros (en millones de kilómetros) | 5316   | 5080   | 4819   | 4398   | 4190   | 3820   | 3658   | 3333   | 2987   | 2645   | 2374   |
| Pasajeros (en millones)                                         | 38,1   | 36,0   | 34,0   | 31,0   | 29,6   | 27.5   | 26,1   | 23,6   | 21,0   | 18,5   | 16,5   |
| Mercancías (en toneladas)                                       | 36,200 | 37,000 | 37.000 | 36.000 | 25.000 | 30.703 | 35.859 | 34.851 | 34.911 | 32.901 | 30.552 |